# USS Pittsburgh (LPD-31)
El USS Pittsburgh (LPD-31) será un amphibious transport dock de la clase San Antonio Bloque II que servirá en la Armada de los Estados Unidos.

## Construcción
Su construcción está a cargo de Ingalls Shipbuilding de Huntington Ingalls Industries en Pascagoula, Misisipi. El astillero prevé iniciar la obra en el curso de 2022.
La Armada le dio el nombre en honor a la ciudad de Pittsburgh, Pensilvania. La nave será el quinto buque en llevar este nombre.